# Helecha de Valdivia
Helecha de Valdivia es una localidad del municipio de Pomar de Valdivia en la provincia de Palencia, en la Comunidad Autónoma de Castilla y León, España. Está a una distancia de 4 km de Pomar de Valdivia, la capital municipal, en la comarca de Montaña Palentina.

## Situación
Se encuentra en la parte norte de la provincia de Palencia, en la comarca de la Montaña Palentina. Para acceder a la localidad hay que tomar la carretera PP-6301 que conecta Cezura con Pomar de Valdivia.
Confina al N con Cezura; al NE con San Andrés de Valdelomar y al E con San Martín de Valdelomar (estos dos en la provincia de Cantabria); al S con Pomar de Valdivia, capital del municipio; al SO con Villarén de Valdivia y al O con Porquera de los Infantes.

## Geografía humana

### Demografía
| Gráfica de evolución demográfica de Helecha de Valdivia entre 1842 y 1842 |
| |
| Población de derecho según los censos de población del INE Población de hecho según los censos de población del INEEn este censo se denominaba Elecha: 1842 Entre el censo de 1857 y el anterior, este municipio desaparece porque se integra en el municipio 34517 (Villarén de Valdavia) |

Evolución de la población en el siglo XXI
| Gráfica de evolución demográfica de Helecha de Valdivia entre 2000 y 2020 |
|                                                                           |
| Población de derecho (2000-2020) según el padrón municipal del INE        |